# 상암고등학교
상암고등학교(上岩高等學校)는 대한민국 서울특별시 마포구 상암동에 있는 공립 고등학교로, 2007년에 개교되었다.

## 학교 연혁
- 2007년 3월 2일 : 제1회 입학식(개교식 5.10), 초대 이상영 교장 취임
- 2010년 2월 5일 : 제1회 졸업식(남 183명, 여 223명 총 406명 졸업)
- 2011년 3월 : 서울특별시교육청 자율형 공립 고등학교
- 2016년 3월 : 서울특별시교육청 자율형 공립 고등학교 재지정
- 2022년 1월 5일 : 제13회 졸업식(남 122명, 여 182명 총 304명 졸업, 누계 4,567명)
- 2022년 3월 1일 : 제5대 이두희 교장 취임
- 2022년 3월 2일 : 제16회 입학식 (남 80명, 여 193명 총 273명 입학)

## 참고 자료
- 상암고등학교 - 한국교육학술정보원 학교알리미